# エリスタ空港
エリスタ空港（ロシア語: Аэропорт Элиста、英語: Elista Airport）は、ロシア・カルムイク共和国の首都エリスタにある空港。

## 概要
ウクライナに対する特別軍事作戦の開始により、モスクワ時間の2022年2月24日3時45分から2024年5月3日まで、すべての航空便の運航が禁止されていたが、5月3日に運航の再開が認められた。

## 就航航空会社と就航都市

### 国内線
| 航空会社       | 就航地                                           |
| -------------- | ------------------------------------------------ |
| アエロフロート | モスクワ/シェレメーチエヴォ                      |
| UTエアー       | ロストフ・ナ・ドヌ、ミネラーリヌィエ・ヴォードィ |
| アジムート     | モスクワ/ヴヌーコヴォ、サンクトペテルブルク      |